# Telostylinus zonalis
Telostylinus zonalis är en tvåvingeart som beskrevs av Aczel 1954. Telostylinus zonalis ingår i släktet Telostylinus och familjen Neriidae. Inga underarter finns listade i Catalogue of Life.